# Rochesson
Rochesson là một xã, nằm ở tỉnh Vosges trong vùng Grand Est của Pháp. Xã này có diện tích 21,49 km², dân số năm 1999 là 658 người. Xã này nằm ở khu vực có độ cao trung bình 541 m trên mực nước biển.
Dân địa phương tiếng Pháp gọi là Rochenats.

## Biến động dân số
| Năm | 1962 | 1968 | 1975 | 1982 | 1990 | 1999 | 2007 |
| --- | ---- | ---- | ---- | ---- | ---- | ---- | ---- |
| Dân số | 665  | 701  | 755  | 724  | 627  | 658  | 657  |
| From the year 1962 on: No double counting—residents of multiple communes (e.g. students and military personnel) are counted only once. |      |      |      |      |      |      |      |